# إنريكو بيلوني
إنريكو بيلوني (بالإيطالية: Enrico Bellone)‏  (و. 1938 – 2011 م) هو فيزيائي، وفيلسوف من إيطاليا . ولد في تورتونا .
توفي في تورتونا ، عن عمر يناهز 73 عاماً.